# Sunwing Airlines
Sunwing Airlines Inc., действующая как Sunwing Airlines — канадская магистральная авиакомпания со штаб-квартирой в городе Торонто (Онтарио), выполняющая регулярные и чартерные пассажирские перевозки в аэропорты Карибских островов, Канады, Соединённых Штатов Америки и Мексики. Является дочерним предприятием корпорации «Sunwing Travel Group» и партнёром по холдингу с компанией «Sunwing Vacations/Vacances Sunwing».

## История
Авиакомпания была образована в ноябре 2005 года и начала операционную деятельность с пассажирских перевозок из аэропортов Канады в США, Мексику и страны Карибского бассейна на нескольких самолётах Boeing 737-800. Президентом компании с момента её образования является Марк Уильямс, ранее работавший президентом другой канадской авиакомпании Skyservice. Свою трудовую деятельность Уильямс начинал с работы в штатах авиаперевозчиков Wardair и Canadian Airlines.
29 сентября 2009 года Sunwing Airlines объединилась с компанией «Signature and SellOffVacations», а спустя некоторое время подписала долгосрочный договор с британской туристической корпорацией TUI Travel.

## Сервис на борту
Сервисное обслуживание пассажиров на борту авиакомпании Sunwing Airlines включает в себя предоставление холодного и горячего питания по выбору, питание за дополнительную оплату, а также шампанское и лёгкий алкоголь на рейсах международных направлений. Всё самолёты перевозчика оснащены телевизорами, расположенными над пассажирскими креслами, аудиогарнитуры во время полёта предоставляются пассажирам бесплатно.

## Флот
По состоянию на декабрь 2010 года воздушный флот авиакомпании Sunwing Airlines составляли 18 взятых в лизинг самолётов Boeing 737-800, салоны которых скомпонованы только экономическим классом со 189 пассажирскими сиденьями в каждом лайнере. Средний возраст воздушных судов авиакомпании составил 4,1 года.
| Тип самолёта     | Эксплуатируется | Заказано | Примечания                                                                               |
| ---------------- | --------------- | -------- | ---------------------------------------------------------------------------------------- |
| Boeing 737-800   | 23              | 0        | 2 эксплуатируются в ливрее TUI Airlines Belgium и 8 эксплуатируются в ливрее TUI Airways |
| Boeing 737 MAX 8 | 6               | 0        | C-FAXD в ливрее Planet Hollywood; C-GMXB в ливрее Royalton Luxury Resorts                |
| Всего            | 29              |          |                                                                                          |

## Галерея
- Посадка Boeing 737-800 авиакомпании Sunwing Airlines в Международном аэропорту Торонто Пирсон
- Посадка Boeing 737-800 Sunwing Airlines в Международном аэропорту Ванкувера
- Винглет самолёта авиакомпании, заходящего на посадку в Региональном аэропорту Галифакса